# Іса-Байзаковський сільський округ
Іса́-Байза́ковський сільський округ (каз. Иса Байзақов ауылдық округі, рос. Иса-Байзаковский сельский округ) — адміністративна одиниця у складі Іртиського району Павлодарської області Казахстану. Адміністративний центр — село Іса Байзакова.
Населення — 1143 особи (2021; 1672 у 2009, 4188 у 1999, 4885 у 1989).
Станом на 1989 рік існували Максимо-Горьківська сільська рада (села Біловодськ, Кайманачиха, Костомар, Ульгулі) та Кайманачихинська сільська рада (села Лугове, Ферма-1, Ферма-2). Село Ферма № 1 було ліквідовано 2004 року, села Акбетей, Костомар та Шубарат — 2015 року. 2019 року до складу сільського округу була включена територія ліквідованого Луговського сільського округу (село Лугове).

## Склад
До складу округу входять такі населені пункти:
| Населений пункт     | Старі назви  | Населення, осіб (1989) | Населення, осіб (1999) | Населення, осіб (2009) | Населення, осіб (2021) |
| ------------------- | ------------ | ---------------------- | ---------------------- | ---------------------- | ---------------------- |
| Акбетей, село       | Ферма-2      | 414                    | 349                    | 25                     | -                      |
| Іса Байзакова, село | Кайманачиха  | 2288                   | 1906                   | 889                    | 677                    |
| Костомар, село      | -            | 357                    | 234                    | 71                     | -                      |
| Лугове, село        | Котельниково | 684                    | 714                    | 413                    | 309                    |
| Ульгулі, село       | -            | 468                    | 455                    | 257                    | 157                    |
| Ферма № 1, село     | Ферма-1      | 383                    | 308                    | -                      | -                      |
| Шубарат, село       | Біловодськ   | 291                    | 222                    | 17                     | -                      |